# Abborrtjärnen (Nätra socken, Ångermanland)
Abborrtjärnen är en sjö i Örnsköldsviks kommun i Ångermanland och ingår i Nätraån-Ångermanälvens kustområde.